# Cascadas Raneh
Las cascadas Raneh son una caída de agua natural en el río Ken, ubicadas en el distrito de Chhatarpur en el estado indio de Madhya Pradesh.

## Las caídas

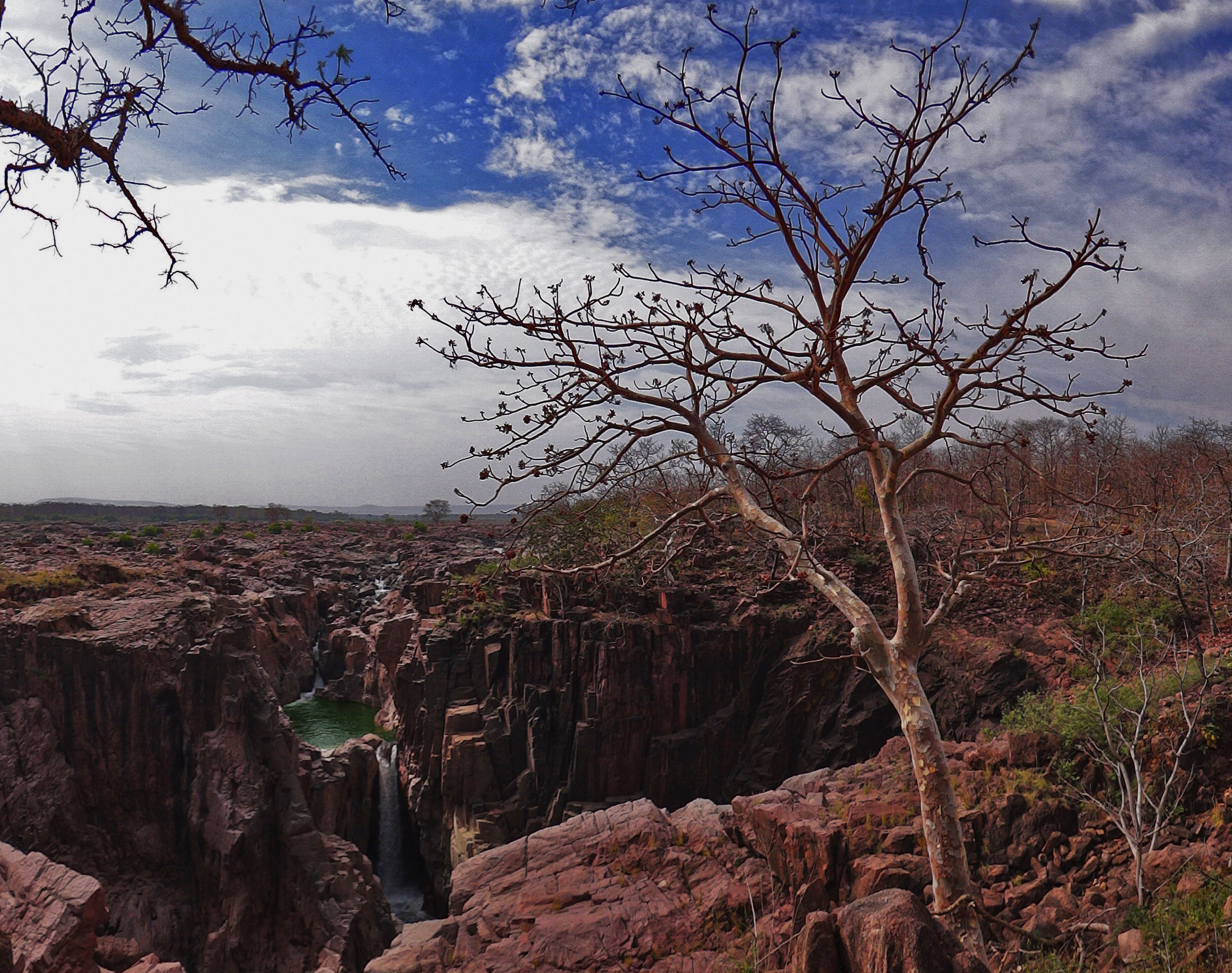
Un Sterculia urens o árbol fantasma con las cascadas Raneh al fondo

El río Ken forma un cañón de 5 kilómetros (3,1 millas) de largo y 30 metros (98 pies) de granito cristalino puro en diferentes tonos de colores que van desde el rosa y el rojo hasta el gris. Hay una serie de cascadas en el cañón. Las caídas más grandes y más pequeñas son constantes durante todo el año. Durante los monzones aparecen otras caídas estacionales.

## Ubicación
Están a unos 20 kilómetros (12 millas) de distancia de Khajuraho. El santuario de Ken Gharial se encuentra en la confluencia de los ríos Ken y Khudar, más abajo de las cascadas Reneh. El río Ken corre a través de una estrecha garganta de rocas ígneas ricas en granito y dolomita. Las cascadas Pandav en el parque nacional Panna también se encuentran cerca.